# Livmoderhalscancer
Livmoderhalscancer, cervixcancer, eller livmodertappscancer är en cancer som uppstår från livmoderhalsen och endast drabbar kvinnor. Det sker till följd av onormal tillväxt av celler som kan invadera andra vävnader och sprida sig till andra delar av kroppen. Tidigt i förloppet upplevs vanligtvis inga symtom. Symptom som kan uppstå senare i förloppet utgörs av onormala blödningar, smärta i bäckenet eller smärta vid samlag.
Infektion med humant papillomvirus (HPV) är inblandat i fler än 90 % av alla fall av livmoderhalscancer; dock utvecklar de flesta som har haft HPV-infektioner inte livmoderhalscancer. Svagt immunförsvar, tidig sexdebut och att ha många sexualpartners ökar risken för en sexuellt överförd HPV-infektion, medan rökning och långvarig konsumtion av p-piller ökar risken för att en redan existerande HPV-infektion ska leda till livmoderhalscancer. Livmoderhalscancer utvecklas vanligen från precancerösa förändringar över 10 till 20 år. Det finns ett antal olika typer av cancer i livmoderhalsen. Kring 90 % är skivepitelcancer, 10 % är adenocarcinom och ett fåtal är av andra typer. Diagnosen ställs vanligen genom gynekologisk cellprovskontroll följt av biopsi. Medicinsk bildtagning kan sedan göras för att avgöra om cancern har spridit sig.
HPV-vaccin skyddar mot olika högriskstammar av HPV-virus och förhindrar upp till 65-75 % av cancerfall. I Sverige används 3 olika vaccin, varav den 4-valenta som ger skydd mot HPV typ 6, 11, 16 och 18 ingår i högkostnadsskyddet. Eftersom en viss cancerrisk finns kvar, rekommenderar olika riktlinjer fortsatt regelbundna cellprov.
Andra förebyggande metoder är att aldrig ha sex eller att ha få sexuella partners med samtidig användning av kondomer. Screening för livmoderhalscancer med så kallat Pap-test eller ättiksyra-test kan identifiera precancerösa förändringar som vid behandling kan förhindra uppkomsten av cancer.
Behandling av livmoderhalscancer kan bestå av en kombination av kirurgi, kemoterapi och strålbehandling. Femårsöverlevnaden i USA är 68 %. Utfallet beror i hög grad på hur tidigt cancern upptäcks.
Över hela världen är livmoderhalscancer den fjärde vanligaste cancerformen och den fjärde vanligaste dödsorsakande cancern bland kvinnor. Under 2012 uppskattades 528 000 fall av livmoderhalscancer, och 266 000 dödsfall. Detta är cirka 8 % av det totala antalet cancerfall samt det totala antalet dödsfall i cancer. Cirka 70 % av fallen förekommer i utvecklingsländer. I låginkomstländer är livmoderhalscancer den vanligaste orsaken till dödsfall i cancer. I de utvecklade länderna har utbredd användning av gynekologiska cellprover dramatiskt minskat antalet fall av livmoderhalscancer.
I medicinsk forskning, finns en mycket känd cellinje som kallas HeLa, vilken har utvecklats från livmoderhalscancer-celler från Henrietta Lacks.

## Orsaker
Den främsta riskfaktorn är humant papillomavirus (HPV), speciellt typ 16 och 18 som orsakar 70% av alla fall.
Inte alla orsaker till livmoderhalscancer är kända. Flera andra bidragande faktorer kan vara inblandade.
Kondylom orsakas av olika stammar av HPV som vanligtvis inte är relaterade till livmoderhalscancer.
Användning av kondomer minskar risken, men kan inte alltid förhindra överföring. På samma sätt kan HPV överföras genom hud-mot-hud-kontakt med infekterade områden. Hos män finns det inget kommersiellt tillgängligt test för HPV, men HPV förekommer företrädesvis i epitelet av ollonet och rengöring av detta område kan vara förebyggande.
American Cancer Society ger följande lista av riskfaktorer för livmoderhalscancer: humant papillomvirus (HPV) infektion, rökning , HIV- infektion, klamydiainfektion, stress och stressrelaterade sjukdomar, kostfaktorer, hormonella preventivmedel , flera graviditeter , exponering för dietylstilbestrol och familjens historia av livmoderhalscancer.
Sexuell avhållsamhet och säkert sex minskar risken att få livmoderhalscancer. Det finns vaccin mot HPV-typerna 16 och 18 .